# セイシカズラ属
セイシカズラ属（セイシカズラぞく、別名　ヒレブドウ属、キッスス属、シッサス属、学名：Cissus）はブドウ科のつる性草本～低木。

## 特徴
茎には節があり、各節に葉をつけ、巻きひげと対生することがある。茎は数 mに達し、木に登るほか、地を這うこともある。葉は互生し単葉または掌状複葉で常緑または落葉性。雌雄同株または雌花と雄花、両性花が同一株に混在する雌雄混株で、花は散形花序または集散花序につき、頂生、腋生または葉と対生するものがある。花は4数性で花弁は4裂する。果実は小型のブドウ状の液果だが、シュウ酸を含むため食用にはならない。

## 分類
属名Cissusはキヅタを意味するギリシャ語キッソス（κισσος, kissos）に由来し、大部分の種が巻きひげなどで木によじ登ることによる。ブドウ属Vitisに類似するが、ブドウ属の花は5数性であること等で異なる。塊根植物として知られるキフォステンマ属Cyphostemmaはかつて本属に含まれていたが、現在では別属とする。

## 分布
約300種～350種が世界の熱帯各地に分布する。POWOでは279種を認めている（2025年7月現在）。

## 利用
園芸的にはキッスス、シッサス等の属名で多く流通する。茎が蔓状に伸びるので、吊り鉢やあんどん仕立てで栽培する。5–11月の生育期は充分に水やりし、緩効性化成肥料を2–3ヶ月に1回施すと良い。カイガラムシやハダニが発生しやすく、早期に駆除する。冬越しは室内に置き、ガラス越しの日光によく当て、乾いたら水やりする。挿し木で繁殖する。
以下の種は主に観葉植物として栽培される。
- キッスス・アラタ C. alata (=C. rhombifolia)
  - 園芸品種 エレンダニカ  C. alata cv. 'Ellen Danica'
- キッスス・アンタルクティカ（カンガルーアイビー） C. antarctica
- セイシカズラ（青紫葛） C. discolor
- キッスス・シキオイデス（インスリーナ） C. verticillata (=C. sicyoides)